# Cymarin
Cymarin är en glykosid som påträffas i framför allt Apocynum-arter, men även i andra växter, till exempel Våradonis, Adonis vernalis.

## Risker vid hantering[1]
- Mycket farligt att inandas, förtäras, eller få på huden. Vid olyckstillfällen eller vid illamående, sök läkare (visa förpackningens etikett). Obs att sköljvattnet innebär en miljörisk.
- Vid stänk i ögonen, skölj omedelbart med mycket vatten och sök läkare. Obs, att sköljvattnet innebär en miljörisk.
- Om cymarin kommer på huden, skölj genast med mycket vatten och sök läkare.
- Bör ej utsättas för mer värme än 80 °C à 100 °C
- Känsligt för påverkan av luft
- Lämplig förvaringstemperatur 2 °C … 8 °C

## Säkerhetsföreskrifter vid hantering[1]
- Bär skyddskläder
- Använd skyddshandskar
- Använd skyddsglasögon

Om cymarin kommer på kläderna, ta av dem omedelbart och betrakta dem som farligt avfall.

## Medicinsk användning
- Förebyggande behandling av oregelbunden puls. Verkan påminner om digitalis, och cymarin kan insättas som alternativ, när digitalis av en eller annan anledning är olämpligt.
- Behandling av tumörer [2]

### Folkmedicin
I Kina har man använt extrakt från Apocynum venetum innehållande cymarin och andra verksamma ämnen som hälsobringande dryck.

## Klassifikationer
ATC-kod = C01AC03
CB-nummer = 4291060
ChEMBL = 1651908
Chem Spider ID = 390429
Fluke Brand F-kod = 8–10–23
InChI = 1/C30H44O9/c1-17-26(33)23(36-3)13-25(38-17)39-19-4-9-28(16-31)21-5-8-27(2)20(18-12-24(32)37-15-18)7-11-30(27,35)22(21)6-10-29(28,34)14-19/h12,16-17,19-23,25-26,33-35H,4-11,13-15H2,1-3H3/t17-,19+,20-,21+,22-,23+,25+,26-,27-,28+,29+,30+/m1/s1
InChIKey = XQCGNURMLWFQJR-ZNDDOCHDBF
PubChem = 441853
RID/ADR = UN 3462 6.1/PG2 (Transportföreskrifter)
RTECS = GZ 5600000
UNII = UK3LS843SE (Specifikation av innehållsämnen)
WGK (Tyskland) = 3 (Miljöfara för vatten), ämnesindex = 950